# Черкаський автомобільний ремонтний завод
Черкаський автомобільний ремонтний завод — підприємство військово-промислового комплексу України, яке здійснює ремонт і переобладнання автомобільної та спеціальної техніки для потреб міністерства оборони України.

## Історія

### 1943—1991
У листопаді 1943 року у Києві розпочав роботу завод з ремонту автомобільної та бронетанкової техніки для діючої армії.
З 1 травня 1977 року завод почав роботу у місті Черкаси.

### Після 1991
Після проголошення незалежності України, 125-й автомобільний ремонтний завод Міністерства оборони СРСР був переданий у відання міністерства оборони України і отримав нову назву: «Черкаський автомобільний ремонтний завод» (в/ч А-3311).
У липні 2001 року завод був внесений у перелік державних підприємств України, звільнених від сплати земельного податку (у цей час площа заводської території становила 14,86 га).
11 квітня 2003 завод повідомив про освоєння випуску нового виду техніки: сортаментовоза на базі КрАЗ-255.
23 квітня 2003 завод отримав право продажу на внутрішньому ринку країни надлишкового військового майна збройних сил України, призначеного для утилізації.
Після створення у 2005 році державного концерну «Техвоєнсервіс» завод був включений до складу концерну.
Станом на початок 2008 року, завод мав можливість:
- виготовляти запчастини та приладдя до автомашинам ЗІЛ-130, ЗІЛ-131; паркове устаткування
- модернізувати автомашини КАМАЗ (з установкою двигуна ЯМЗ-238) і КрАЗ (з установкою прохідних мостів)
- виконувати капітальний ремонт автомашин КрАЗ-250, КрАЗ-255, КрАЗ-256, КрАЗ-257, КрАЗ-258, КрАЗ-260, КрАЗ-5131ВЕ, КрАЗ-5133Н2, КрАЗ-5444, КрАЗ-6125С4, КрАЗ-6130С4, КрАЗ-6443, КрАЗ-65032, КрАЗ-6534, КрАЗ-65053, КрАЗ-65055, ГАЗ-24, УАЗ-469; агрегатів, вузлів та деталей до автомашин КрАЗ
- виконувати ремонт двигунів ЯМЗ-238, ЯМЗ-240, УМЗ-451МІ
- надавати послуги військово-технічного призначення: навчати технологіям ремонту автомобілів КрАЗ; відряджати бригади фахівців із ремонту автомобілів КрАЗ

10 червня 2009 року Кабінет міністрів України прийняв розпорядження № 626-р, згідно з яким підприємства концерну «Техвоєнсервіс» отримали право реалізації автомобільної та спеціальної техніки міністерства оборони України, а також металобрухту, отриманого в результаті утилізації техніки міністерства оборони України.
До початку 2013 року, крім капітального ремонту вантажівок КрАЗ і КАМАЗ, завод освоїв капітальний ремонт вантажівок «Урал».
У червні 2013 року прокуратура Черкаської області відкрила кримінальну справу стосовно заводу (до цього часу сума заборгованості підприємства становила 1,3 млн гривень).
Станом на 21 березня 2014 року, господарське становище заводу не залишалося цілком задовільним, сума заборгованості підприємства становила 232 тис. гривень.
Після початку бойових дій на сході України навесні 2014 року завод був залучений до виконання військового замовлення: працівники заводу виконували капітальний і поточний ремонт техніки як на самому підприємстві, так і у складі виїзних груп.
В січні 2015 року у зв'язку з недостатнім фінансуванням положення підприємства залишалося незадовільним, виникла небезпека відключення заводу від електропостачання з боку ВАТ «Черкасиобленерго». У квітні 2015 року представники заводу повідомили, що завод працює, але відчуває нестачу грошових коштів і робочої сили.
9 липня 2015 року працівники заводу повідомили в інтерв'ю, що завод продовжує виконувати ремонт підбитої і пошкодженої автомобільної техніки, незважаючи на заборгованість держави по зарплаті. Повідомляється, що крім ремонту автомобілів УАЗ і КрАЗ, завод почав переобладнання одного автофургона у броньовик для батальйону «Донбас».